# Erckmann-Chatrian

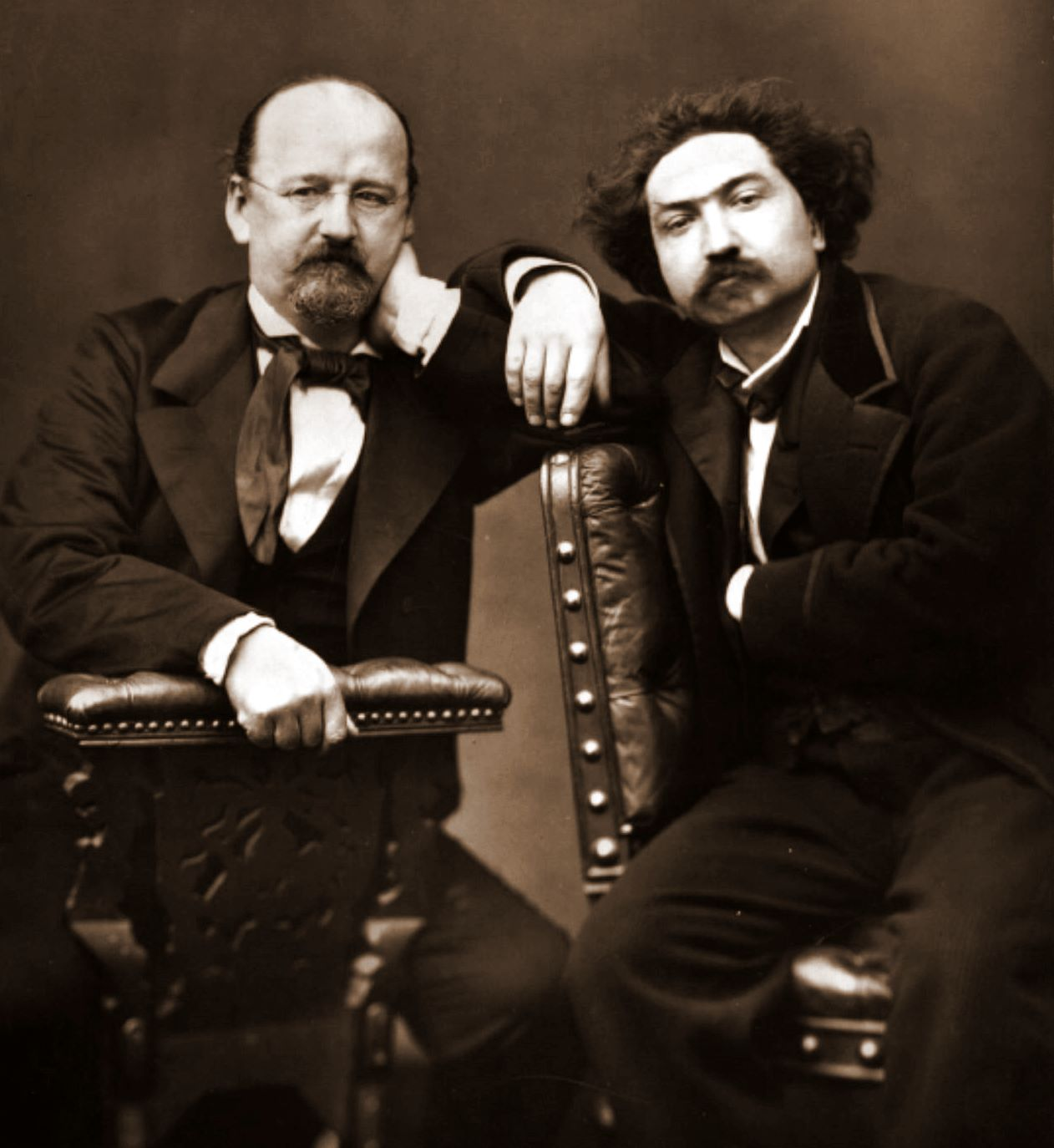
Émile Erckmann és Alexandre Chatrian 1875 körül

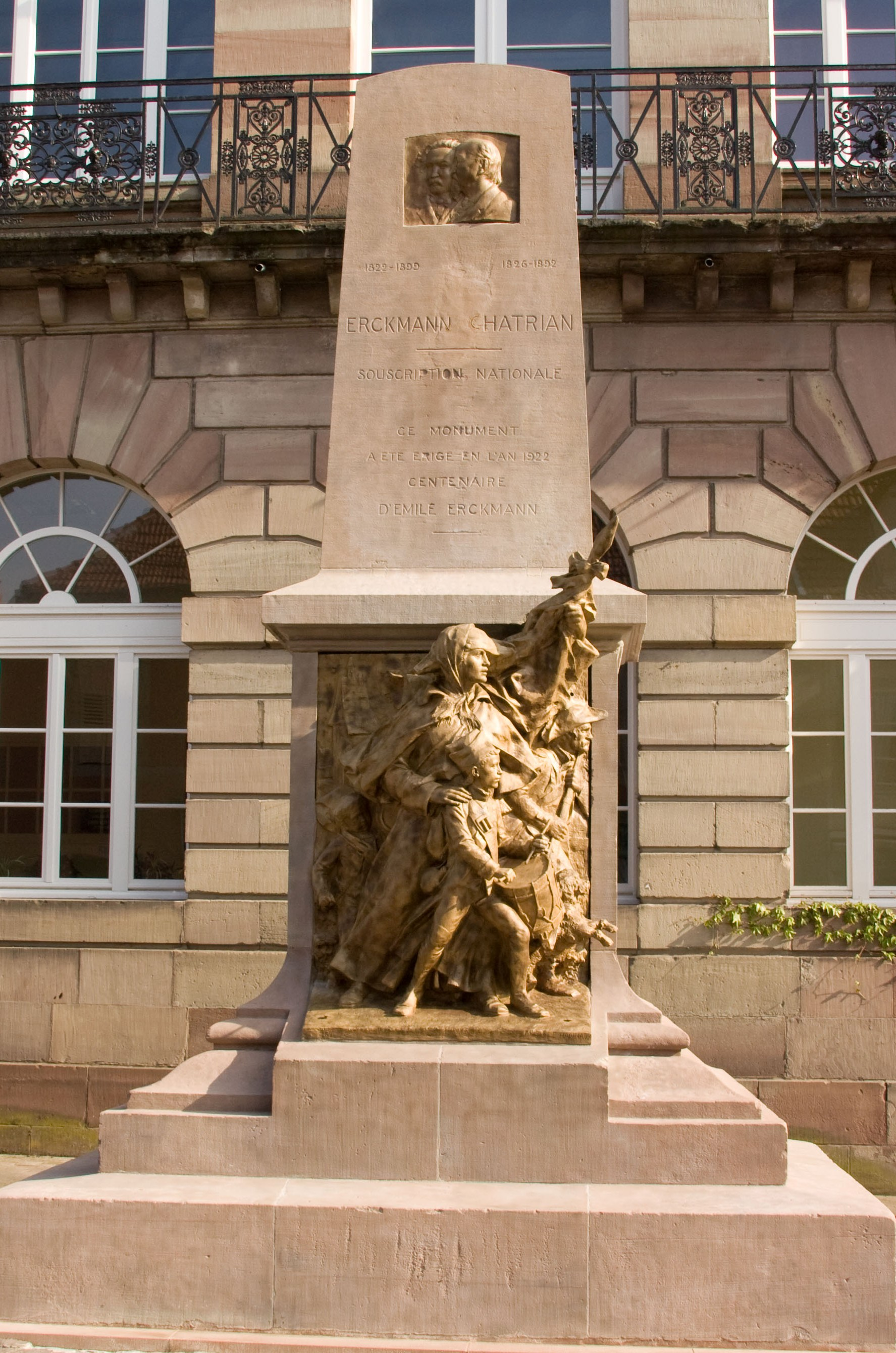
Az írópáros emlékműve Phalsbourgban

Erckmann-Chatrian összetett művészneve Émile Erckmann (1822–1899) és Alexandre Chatrian (1826–1890) francia íróknak, akik minden művüket együtt írták meg.

## Pályakép
A két író 1847-től kezdett közösen írni a lapokba novellákat és különféle színdarabokat, amelyekkel azonban nem igen arattak sikert. Egy későbbi, közösen írt regényük, a L'illustre docteur Mathéus (1859) a közönség nagy tetszésével találkozott, s ezután egész sorát adták a kitűnő regényeknek és elbeszéléseknek, melyek a reális felfogásról tanuskodó, hű jellemfestés, a tárgy érdekfeszítő volta és egészséges humoruk révén népszerűkké váltak. Színpadon főképp három darabjuk aratott nagy sikert; Le juif polonais (1869); L'ami Fritz (1876); Les Rantzau (1882); melyeket Magyarországon is előadtak. Műveikből többet idegen nyelvekre is lefordítottak. Magyarul a következők jelentek meg: Egy segédtanitó története. Ford. Hindy Árpád (Pest, 1873); Francia életképek. Ford. Csukássy József (Budapest, 1875); A Rantzau testvérek. Ford. Fái J. Béla (Budapest, 1884).

## Főbb műveik
- Contes fantastiques (1860)
- Contes de la montagne (1860)
- Maître Daniel Rock (1861)
- Contes des bords du Rhin (1862)
- L'invasion, ou le fou Yégof (1862)
- Le joueur de clarinette (1863)
- La taverne du jambon de Mayence (1863)
- Madame Thérèse, L'ami Fritz és L'histoire d'un conscrit de 1813 (1864)
- Waterloo (az előbbi folytatása, 1865)
- Histoire d'un homme du peuple (1865)
- La maison forestière (1866)
- La guerre (1866)
- Le blocus (1867)
- Histoire d'un paysan (1868-70, 4 kötet)
- Histoire d'un sous-maître (1869)
- L'histoire d'un plébiscite, racontée par un des 7500000 Oui (1872)
- Le brigadier Frédéric (1874)
- Maître Gaspard Fix (1876)
- Souvenirs d'un chef de chantier à l'isthme de Suez (1876)
- Contes vosgiens (1877)
- Le grand-père Lebigre (1880)